# Tour d'Italie 1962
La 45e édition du Tour d'Italie s'est élancée de Milan le 19 mai 1962 et est arrivée à Milan le 9 juin. Ce Giro a été remporté par l'Italien Franco Balmamion.

## Équipes participantes
| N.    | Code | Équipe             |
| ----- | ---- | ------------------ |
| 1-10  | IGN  | Ignis Moschettieri |
| 11-20 | ATA  | Atala              |
| 21-30 | CAR  | Carpano            |
| 31-40 | FER  | Ferrys             |
| 41-50 | GAZ  | Gazzola            |
| 51-60 | GHI  | Ghigi              |
| 61-70 | LEG  | Legnano            |

| N.      | Code | Équipe                 |
| ------- | ---- | ---------------------- |
| 71-80   | LIB  | Liberia Grammont       |
| 81-90   | MOL  | Molteni                |
| 91-100  | PHI  | Philco                 |
| 101-110 | SNP  | San Pellegrino         |
| 111-120 | TOR  | Torpado                |
| 121-130 | FAE  | Flandria-Faema-Clément |

## Classement général
| Classement général final |                   |
| --- | ----------------- |
| \| 1. Franco Balmamion \| 123 h 07 min 03 s \| \| 2. Imerio Massignan \| à 3 min 57 s \| \| 3. Nino Defilippis \| à 5 min 02 s \| \| 4. Vito Taccone \| à 5 min 21 s \| \| 5. Vittorio Adorni \| à 7 min 11 s \| \| 6. José Pérez Francés \| à 7 min 29 s \| \| 7. Ercole Baldini \| à 7 min 54 s \| \| 8. Graziano Battistini \| à 8 min 05 s \| \| 9. Guido Carlesi \| à 14 min 22 s \| \| 10. Armand Desmet \| à 15 min 55 s \| \| 130 partants, 47 classés \| \| |                   |
| 1. Franco Balmamion | 123 h 07 min 03 s |
| 2. Imerio Massignan | à 3 min 57 s      |
| 3. Nino Defilippis | à 5 min 02 s      |
| 4. Vito Taccone | à 5 min 21 s      |
| 5. Vittorio Adorni | à 7 min 11 s      |
| 6. José Pérez Francés | à 7 min 29 s      |
| 7. Ercole Baldini | à 7 min 54 s      |
| 8. Graziano Battistini | à 8 min 05 s      |
| 9. Guido Carlesi | à 14 min 22 s     |
| 10. Armand Desmet | à 15 min 55 s     |
| 130 partants, 47 classés |                   |

## Étapes
| Étape     | Date   | Villes étapes                        | km  | Vainqueur d'étape   | Leader du classement général |
| 1re étape | 19 mai | Milan – Tabiano Bagni                | 185 | Dino Liviero        | Dino Liviero                 |
| 2e étape  | 20 mai | Salsomaggiore Terme - Sestri Levante | 158 | Graziano Battistini | Graziano Battistini          |
| 3e étape  | 21 mai | Sestri Levante - Marliana            | 225 | Angelino Soler      | Antonio Suárez               |
| 4e étape  | 22 mai | Montecatini Terme - Pérouse          | 248 | Antonio Bailetti    | Antonio Suárez               |
| 5e étape  | 23 mai | Pérouse - Rieti                      | 258 | Joseph Carrara      | Antonio Suárez               |
| 6e étape  | 24 mai | Rieti - Fiuggi                       | 193 | Willy Schroeders    | Vincenzo Meco                |
| 7e étape  | 25 mai | Avellino - Montevergine              | 220 | Armand Desmet       | Armand Desmet                |
| 8e étape  | 26 mai | Avellino - Foggia                    | 110 | Huub Zilverberg     | Armand Desmet                |
| 9e étape  | 27 mai | Foggia - Chieti                      | 205 | Rik Van Looy        | Armand Desmet                |
| 10e étape | 28 mai | Chieti - Fano                        | 218 | Giuseppe Tonucci    | Armand Desmet                |
| 11e étape | 29 mai | Fano – Castrocaro Terme              | 170 | Rik Van Looy        | Armand Desmet                |
| 12e étape | 30 mai | Forlì - Lignano Sabbiadoro           | 298 | Bruno Mealli        | Armand Desmet                |
| 13e étape | 31 mai | Lignano Sabbiadoro - Belluno         | 173 | Guido Carlesi       | Armand Desmet                |
| 14e étape | 2 juin | Belluno - Passo Rolle                | 160 | Vincenzo Meco       | Graziano Battistini          |
| 15e étape | 3 juin | Moena - Aprica                       | 215 | Vittorio Adorni     | Graziano Battistini          |
| 16e étape | 4 juin | Aprica - Piani Resinelli             | 123 | Angelino Soler      | Graziano Battistini          |
| 17e étape | 5 juin | Lecco - Casale Monferrato            | 194 | Armando Pellegrini  | Franco Balmamion             |
| 18e étape | 6 juin | Casale Monferrato - Frabosa Soprana  | 193 | Angelino Soler      | Franco Balmamion             |
| 19e étape | 7 juin | Frabosa Soprana - Saint-Vincent      | 238 | Giuseppe Sartore    | Franco Balmamion             |
| 20e étape | 8 juin | Saint-Vincent - Saint-Vincent        | 238 | Alberto Assirelli   | Franco Balmamion             |
| 21e étape | 9 juin | Saint-Vincent - Milan                | 160 | Guido Carlesi       | Franco Balmamion             |

## Classements annexes
| Classement de la montagne | Angelino Soler | 260 points |
| Deuxième                  | Joseph Carrara | 100 points |
| Troisième                 | Vincenzo Meco  | 60 points  |
| Classement par équipes    | Faema          | ?          |
| Deuxième                  | Philco         | ?          |
| Troisième                 | Carpano        | ?          |

## Liste des coureurs
| Ignis Moschettieri | Atala | carpano |
| - 1 Arnaldo Pambianco (Ita) ab - 2 Ercole Baldini (Ita) 7e - 3 Gastone Nencini (Ita) 13e - 4 Alberto Assirelli (Ita) 20e - 5 Rino Benedetti (Ita) 30e - 6 Nello Fabbri (Ita) 45e - 7 Italo Mazzacurati (Ita) 29 - 8 Bruno Mealli (Ita) ab - 9 Giuseppe Tonucci (Ita) ab - 10 Nevio Vitali (Ita) ab                              | - 11 Vito Taccone (Ita) 4e - 12 Mario Di Fausto (Ita) ab - 13 Antonio Franchi (Ita) 41e - 14 Dialma Lovo (Ita) ab - 15 Silvano Meucci (Ita) ab - 16 Giampiero Pancini (Ita) ab - 17 Aldo Pifferi (Ita) ab - 18 Renato Spinello (Ita) 34e - 19 Luigi Zanchetta (Ita) ab - 20 Pietro Zoppas (Ita) ab            | - 21 Carlo Azzini ab (Ita) - 22 Antonio Bailetti 39e (Ita) - 23 Franco Balmamion (Ita) 1e - 24 Germano Barale (Ita) 23e - 25 Angelo Conterno (Ita) 21e - 26 Nino Defilippis (Ita) 3e - 27 Kurt Gimmi (Sui) ab - 28 Walter Martin (Ita) ab - 29 Ernesto Minetto (Ita) ab - 30 Giuseppe Sartore (Ita) 25e     |
| Ferrys | Gazzola | Ghigi |
| - 31 José Pérez Francés (Esp) 6e - 32 Juan Antonio Belmonte (Esp) ab - 33 Antonio Bertran (Esp) ab - 34 Gabriel Company (Esp) ab - 35 Emilio Cruz (Esp) ab - 36 Ventura Díaz Arrey (Esp) ab - 37 Rogelio Hernández (Esp) ab - 38 Julio San Emeterio (Esp) 22e - 39 Alberto Sant (Esp) ab - 40 Francisco José Suñé (Esp) ab      | - 41 Charly Gaul (Lux) ab - 42 Dino Bruni (Ita) ab - 43 Aurelio Cestari (Ita) ab - 44 Oreste Magni (Ita) ab - 45 Alfredo Sabbadin (Ita) ab - 46 Attilio Moresi (Sui) ab - 47 Marcel Ernzer (Lux) ab - 48 Aldo Bolzan (Lux) ab - 49 Roger Thull (Lux) ab - 50 Bruno Martinato (Ita) 19e                        | - 51 Pierino Baffi (Ita) 46e - 52 Vendramino Bariviera (Ita) ab - 53 Guido Boni (Ita) ab - 54 Jesús Galdeano (Esp) ab - 55 Mario Minieri (Ita) ab - 56 Diego Ronchini (Ita) ab - 57 Luigi Sarti (Ita) ab - 58 Angelino Soler (Esp) 12e - 59 Antonio Suárez (Esp) 11e - 60 Livio Trapè (Ita) ab              |
| Legnano | Liberia Grammont | Molteni |
| - 61 Renzo Accordi (Ita) 43e - 62 Graziano Battistini (Ita) 8e - 63 Giovanni Bettinelli (Ita) 36e - 64 Vittorio Casati (Ita) ab - 65 Fedele Rubagotti (Ita) 47e - 66 Giuseppe Dante (Ita) 28e - 67 Renzo Fontona (Ita) ab - 68 Tiziano Galvanin (Ita) ab - 69 Giancarlo Manzoni (Ita) 27e - 70 Imerio Massignan (Ita) 2e        | - 71 Henry Anglade (Fra) ab - 72 Joseph Carrara (Fra) ab - 73 Arthur Decabooter (Bel) ab - 74 Jean Dupont (Fra) ab - 75 André Foucher (Fra) ab - 76 Léon Gevaert (Bel) ab - 77 Jean Milesi (Fra) 44e - 78 Gilbert Salvador (Fra) ab - 79 Jean Selic (Fra) ab - 80 Gustaaf Van Vaerenbergh (Bel) ab            | - 81 Guido De Rosso (Ita) 16e - 82 Adriano Zamboni (Ita) ab - 83 Giuseppe Fallarini (Ita) 17e - 84 Armando Pellegrini (Ita) 31e - 85 Battista Babini (Ita) ab - 86 Giacomo Fornoni (Ita) ab - 87 Federico Galeaz (Ita) 40e - 88 Rolf Graf (Sui) ab - 89 Alfred Ruegg (Sui) ab - 90 Alcide Cerato (Ita) 42e  |
| Philco | San Pellegrino | Torpado |
| - 91 Vittorio Adorni (Ita) 5e - 92 Carlo Brugnami (Ita) 14e - 93 Guido Carlesi (Ita) 9e - 94 Silvano Ciampi (Ita) ab - 95 Noé Conti (Ita) 33e - 96 Émile Daems (Bel) ab - 97 Roberto Falaschi (Ita) 37e - 98 Joseph Hoevenaers (Bel) ab - 99 Gaudenzio Tonoli (Ita) ab - 100 Giorgio Zancanaro (Ita) ab                         | - 101 Severino Angella (Ita) ab - 102 Ernesto Bono (Ita) ab - 103 Graziano Corsini (Ita) 38e - 104 Franco Cribiori (Ita) ab - 105 Giuseppe Fezzardi (Ita) ab - 106 Marino Fontana (Ita) ab - 107 Erwin Lutz (Sui) ab - 108 Alberto Marzaioli (Ita) ab - 109 Vincenzo Meco (Ita) ab - 110 Aldo Moser (Ita) 18e | - 111 Antonio Accorsi (Ita) ab - 112 Aldo Beraldo (Ita) 32e - 113 Vito Favero (Ita) ab - 114 Renato Giusti (Ita) ab - 115 Loris Guernieri (Ita) 35e - 116 Dino Liviero (Ita) ab - 117 Guido Neri (Ita) ab - 118 Olimpio Paolinelli (Ita) ab - 119 Nunzio Pellicciari (Ita) 26e - 120 Sante Ranucci (Ita) ab |
| Faema Flandria | | |
| - 121 Rik Van Looy (Bel) ab - 122 Armand Desmet (Bel) 10e - 123 Marcel Ongenae (Bel) ab - 124 Joseph Planckaert (Bel) ab - 125 Willy Schroeders (Bel) ab - 126 Edgard Sorgeloos (Bel) ab - 127 Piet Van Est (Hol) ab - 128 Martin Van Geneugden (Bel) ab - 129 Guillaume Van Tongerloo (Bel) ab - 130 Huub Zilverberg (Hol) 15e | | |

## Sources
- (nl) Cet article est partiellement ou en totalité issu de l’article de Wikipédia en néerlandais intitulé « Ronde van Italië 1962 » (voir la liste des auteurs).